# Самит (Њу Џерзи)
Самит (енгл. Summit) град је у савезној држави Њу Џерзи у САД. По попису становништва из 2010. у њему је живело 21.457 становника. Град је основан 23. марта 1869. Родно је место глумице Мерил Стрип.

## Демографија
Према попису становништва из 2010. у граду је живело 21.457 становника, што је 326 (1,5%) становника више него 2000. године.
|                   | 2010.           | 2000.           |
| Укупно            | 21 457 (100,0%) | 21 131 (100,0%) |
| Белци             | 15 897 (74,09%) | 16 926 (80,10%) |
| Хиспаноамериканци | 2 851 (13,29%)  | 2 150 (10,17%)  |
| Азијати           | 1 368 (6,376%)  | 941 (4,453%)    |
| Остали            | 1 251 (5,830%)  | 200 (0,946%)    |
| Афроамериканци    | 90 (0,419%)     | 914 (4,325%)    |